# Taz in Escape from Mars
Taz in Escape from Mars es un videojuego de Mega Drive creado en 1994 con el Demonio de Tasmania y los personajes de los Looney Tunes. Taz se encuentra en Marte, donde deberá escapar de Marvin el Marciano.

## El juego

### El secuestro
Marvin el Marciano visita el Marvin zoo, lleno de especies encerradas en jaulas. Mira su libro de criaturas de la Tierra y divisa una especie rara, el Demonio de Tasmania. Al secuestrarlo lo deja en el Marvin zoo, donde nuestro enjaulado amigo deberá escapar.

### Los niveles
El juego se divide en 6 mundos, los cuales se dividen en 2 partes donde se debe recorrer el mundo buscando la salida y 1 nivel de lucha. En ellos hay enemigos que lanzan rayos láser, saltan, flotan, etc. También hay comida y objetos que pueden quitar energía.

### Marte
Taz se encuentra en el Marvin zoo. Tiene que atravesar y destruir jaulas para escapar. La lucha es contra un extraterrestre verde que arroja bombas y golpea con un látigo a cualquier que este en su camino. 

### Moleworld
En él viven topos cazadores que crean cuevas subterráneas. Hay millones de cuevas por donde Taz debe cavar y pasar. La segunda parte Taz debe recorrer el nivel lo más rápido posible antes que lo alcance una máquina excavadora. La lucha transcurre en una cueva con plataformas flotantes, en la cual se tiene que derrotar una máquina que arroja bombas y usa un látigo para golpear a Taz.

### Planeta X
El Planeta X está repleto de bolas de pinchos y numerosas trampas. En el tercer nivel (después de atravesar el nivel volando) la lucha es con una serpiente excavadora que va dando vueltas por todo el lugar.

### México
El nivel transcurre en la tierra, donde se encuentran una cierta variedad de personajes de los Looney Tunes (el Coyote, el Correcaminos, Sam Bigotes, etc) La lucha es con un toro en el estadio, el cual intentara golpear a Taz con sus cuernos.

### Castillo embrujado
Taz es enviado a un castillo embrujado en la Tierra, donde hay ojos saltarines, vampiros verdes, caballeros fantasmas, brujas, etc. La lucha es con un científico y un experimento rojo y peludo que salta y da piñas, mientras el científico dispara rayos láser.

### Casa de Marvin
La casa de Marvin esta llena de robots con pinches que disparan rayos, acompañándolos, K-9, el perro de Marvin. La lucha es con un robot en el cual esta Marvin, llamado Lex Luthor, que tiene 2 piernas enormes para aplastar a Taz.
La vencer a Marvin, Taz roba una nave y vuelve a Tasmania.
- Datos: Q2373154